# Лазар Јовановић (оперски певач)
Лазар Јовановић (рођен као Лаза Јовановић-Порчија; Земун, 8. април 1911 – Сулмона, 26. март 1962) био је истакнути југословенски и српски оперски тенор. Препознат је по значајном доприносу оперској уметности како на домаћој, тако и на међународној сцени током кључног периода у европској опери. Осим вокалне вештине, Јовановић је био познат као ерудита, познавалац уметности и културе, полиглота и значајан преводилац и тумач оперских либрета и певане поезије, што је доприносило дубини његових уметничких интерпретација.

## Године формирања: Од Земуна до инжењерства и вокалних студија

### Рођење и рани живот
Лазар Јовановић рођен је 8. априла 1911. године у Земуну, тада делу Аустроугарске монархије, у старој горњоварошкој породици као Лаза Јовановић-Порчија.

### Академска и рана професионална стремљења
Завршио је гимназију у Земуну, након чега је дипломирао на Машинском факултету. Пре избијања Другог светског рата, Јовановић је радио у Команди ваздухопловства. Ова инжењерска позадина представља специфичан елемент његове биографије.

### Први кораци у вокалној уметности
Упоредо са радом у Команди ваздухопловства, похађао је приватне часове певања. Његови учитељи били су професор Александар Руц, а учио је и од својих пријатеља, реномираних певача Жарка Цвејића и Зденке Зикове. 

## Успон: Првак тенора у Народном позоришту у Београду

### Улазак у Оперу Народног позоришта и улога Стевана Христића
Након избијања Другог светског рата 1941. године, Лазар Јовановић се преселио у Београд и постао члан хора Опере Народног позоришта. Његов таленат брзо је препознао диригент Стеван Христић, тадашњи директор Опере, који је одиграо кључну улогу у усмеравању Јовановића ка солистичким улогама.

### Постављење за првака и ангажман
До 1942. године, Лазар Јовановић је постао првак Београдске опере. Наступао је са Београдском опером осам сезона, током којих се афирмисао као водећи тенор.

### Репертоар и доприноси у Београдској опери
Током свог ангажмана у Народном позоришту, тумачио је бројне истакнуте улоге. Међу специфичним улогама из овог периода које се помињу су Радамес у Вердијевој "Аиди" (изведена 1948. са Зденком Зиковом као Аидом и Меланијом Бугариновић као Амнерис), и Милош Обренбеговић у опери Петра Коњовића "Кнез од Зете".

### Државна признања и награде
Током осам сезона проведених у Београдској опери, добио је "многе награде и три висока државна одликовања". (Специфична имена ових признања нису наведена у доступним биографским изворима на сајту такмичења).

## Међународна слава: Слављени глас на европским сценама

### Међународне турнеје Београдске опере и растућа репутација
Јовановићев таленат почео је да привлачи међународну пажњу почетком 1950-их, што се поклопило са гостовањима Београдске опере у иностранству.

### Одлука о наставку образовања у иностранству (Цирих)
Током једногодишњег путовања у Цирих крајем 1950-их, Лазар Јовановић је одлучио да се не врати у Југославију, са намером да настави своје музичко усавршавање.

### Наступи и признања у реномираним европским оперским кућама
Након одласка у иностранство, постао је "звезда чувених оперских кућа у Риму, Милану, Грацу и Бечу". (Детаљнији подаци о конкретним оперским кућама и улогама захтевају даља истраживања).

## Уметников репертоар: Богатство улога
Лазар Јовановић био је слављен због својих извођења широког спектра захтевних тенорских улога. Међу његовим значајним улогама истичу се:
| Улога              | Опера                | Композитор         |
| ------------------ | -------------------- | ------------------ |
| Радамес            | Аида                 | Ђузепе Верди       |
| Милош Обренбеговић | Кнез од Зете         | Петар Коњовић      |
| Отело              | Отело                | Ђузепе Верди       |
| Марио Каварадоси   | Тоска                | Ђакомо Пучини      |
| Туриду             | Кавалерија рустикана | Пјетро Маскањи     |
| Вертер             | Вертер               | Жил Масне          |
| Ленски             | Евгеније Оњегин      | Петар И. Чајковски |
| Димитрије          | Борис Годунов        | Модест Мусоргски   |
| Канио              | Пајаци               | Руђеро Леонкавало  |
| Херман             | Пикова дама          | Петар И. Чајковски |
| Дон Хозе           | Кармен               | Жорж Бизе          |
| Полионе            | Норма                | Винченцо Белини    |

## Изван светла позорнице: Ерудиција, преводилаштво и јединствени снимак

### Јовановићева ерудиција и лингвистичка вештина
Више пута је описан као "ерудита, познавалац уметности и културе, полиглота". Ове особине су вероватно олакшале његову међународну каријеру.

### Доприноси као преводилац/тумач
Био је "тумач оперских либрета и певане поезије". (Детаљи о његовим преводима нису широко доступни у коришћеним изворима).

### Природа његовог сачуваног музичког наслеђа
Према доступним подацима, до данас је сачуван само један музички запис овог уметника, и то у форми магнетофонске траке снимљене приватно у Бечу, као гест породици непосредно пред Јовановићеву смрт.

## Прерани одлазак и трајно наслеђе

### Изненадна смрт
Лазар Јовановић је изненада преминуо 26. марта 1962. године у Сулмони, Италија, у 50. години живота.

### Међународно такмичење соло певача "Лазар Јовановић"
У његову част, основано је 2004. године Међународно такмичење соло певача "Лазар Јовановић". Првобитно се одржавало у оквиру активности Музичке школе "Станковић" или Музичког друштва "Станковић". Од 2016. године, због растућег значаја, такмичење организује удружење Културни елемент и одржава се у Задужбини Илије М. Коларца. Такмичење представља значајну музичку и едукативну манифестацију, једно од најважнијих оперских такмичења за младе певаче у овом делу Европе.